# Tasiocera (Tasiocera) otwayensis
Tasiocera (Tasiocera) otwayensis is een tweevleugelige uit de familie steltmuggen (Limoniidae). De soort komt voor in het Australaziatisch gebied.